# Ladinola
Ladinola – siódmy album studyjny Pablopava, który ukazał się 30 marca 2017 nakładem wytwórni Karrot Kommando (nr katalogowy KK106) . Wydawnictwo jest czwartym albumem sygnowanym przez zespół Pablopavo i Ludziki. Ladinola osiągnęła 30 miejsce w notowaniu OLiS.

## Historia
Ladinola (pierwotny tytuł Ladino) nagrana została w Zagrodziu Magija w Bieszczadach oraz studiu AgroRecording położonym na warszawskiej Pradze. Miksowania nagrań dokonał DJ Zero, a za mastering odpowiedzialne było Studio As One. Autorami tekstów są Pablopavo oraz, w mniejszym stopniu, Earl Jacob. Twórcą okładki jest Krzysztof Bielecki . 6 kwietnia 2017 w krakowskim klubie ZetPeTe odbył się koncert rozpoczynający trasę promującą płytę. 16 kwietnia 2018 album z nową okładką ukazał się na płycie gramofonowej (nr katalogowy KK106LP 28), na której znalazł się dodatkowy utwór z udziałem Karoliny Czarneckiej pt. „Droga”.
Muzyka nawiązuje do muzyki latynoamerykańskiej oraz polskiej muzyki rozrywkowej lat 60. XX wieku, m.in. „bluesowych zagrywek w typie Breakoutu”. Cześć tekstów piosenek nawiązuje do topografii Warszawy: ul. Ząbkowska, Grochów, Targówek, Wilanów. Mirosław Pęczak uznał Ladinolę za „najbardziej przebojową płytę Pablopavo”.

## Lista utworów[2]
1. „Ladinola” (intro[4]) – 3:57
2. „Ostatni dzień sierpnia” – 5:36
3. „Blask” – 4:09
4. „Zguba” (feat. Ola Bilińska[7][13]) – 4;48
5. „Major” – 4:46
6. „Wszystkie neony” – 5:13
7. „Toledo” – 4:13
8. „Jestem” –  3:35
9. „Zima” – 4:11
10. „Ola” – 2:46
11. „Znałem faceta” – 6:27
12. „Dom dobry” – 5:19
13. „Jak człowiek ze snu” – 4:13
14. „Nie wiesz nic” – 4:04
15. „Adam” – 3:09

## Twórcy[2]
- Earl Jacob – śpiew
- Jakub Kinsner – instrumenty perkusyjne
- Emiliano Jones – gitara basowa, instrumenty klawiszowe (w tym Korg MS-20)
- Rafał Kazanowski – gitara elektryczna, gitara akustyczna, gitara klasyczna, guitalele
- Pablopavo – śpiew, guitalele, gitara akustyczna
- Radosław Polakowski – akordeon, skrzypce, wiolonczela, altówka, cymbały huculskie, zanza
- DJ Zero – instrumenty klawiszowe, scratch
- Barth Fader – live dubmaster
- Grzegorz Rytka – saksofon barytonowy w utworze „Major”[8][13]
- Lena Romul – śpiew

## Wideografia[2]
- „Zima” – DJ Zero
- „Dom dobry” – Łukasz Rusinek
- „Zguba” – reż. Łukasz Budkiewicz, montaż Maciej Walentowski
- „Blask” – reż. Łukasz Budkiewicz, montaż Maciej Walentowski
- „Ostatni dzień sierpnia” – prod. Marcin Podolec, Kacper Zamarło